# Johannes Andersson i Grude
Johannes Andersson (i riksdagen kallad Andersson i Grude), född 24 januari 1823 i Södra Björke socken, död 9 augusti 1902 i Grude socken, var en svensk hemmansägare och riksdagsman i bondeståndet och andra kammaren.

## I ståndsriksdagen
Andersson företrädde Ås och Gäsene härader av Älvsborgs län vid riksdagarna 1856–1858, 1859–1860 och riksdagen 1865–1866.
Vid 1856–1858 års riksdag var han suppleant i expeditionsutskottet, i förstärkta konstitutionsutskottet och i förstärkta statsutskottet. Under riksdagen 1859–1860 var han suppleant i bevillningsutskottet, statsrevisorssuppleant, ledamot i förstärkta bankoutskottet och deputerad att övervara invigningen av Utmelandsmonumentet. Andersson intog sin plats vid 1865–1866 års riksdag 8 november 1865 efter att Kunglig majestäts Högsta domstol underkänt valet av Olof Thorell i Charlottendal.